# Успение Богородично (Нивици)
Вижте пояснителната страница за други значения на Успение Богородично.
„Успение Богородично“ (на гръцки: Kοίμησης της Θεοτόκου) е православна църква в леринското село Нивици (Псарадес), Егейска Македония, Гърция. Храмът е част от Леринската, Преспанска и Еордейска епархия.

## Местоположение
Църквата е гробищен храм, разположен югоизточно над селото.

## История
Църквата е построена според ктиторския надпис в 1893 година. Тя е образец на забележителна църковна архитектура от времето си. В архитектурно отношение е трикорабната базилика с дървен покрив с отворен портик от западната й страна. Прецизното й изграждане свидетелства за относителния просперитет на района в края на XIX век. Най-характерният елемент на църквата се открива в сложната украса на резбования дървен иконостас с флорални, геометрични и антропоморфни мотиви, които в някои случаи са изписани и дори позлатени.
Църквата е обявена за защитен паметник в 1987 година.